# ریان حامد
ریان حامد (انگلیسی: Rayane Hamidou؛ زادهٔ ۱۳ آوریل ۲۰۰۲) بازیکن فوتبال است.
وی همچنین در تیم ملی فوتبال زیر ۲۳ سال عربستان سعودی بازی کرده‌است.